# Нерето
Нерето (итал. Nereto) — в Италии, расположена в регионе Абруццо, подчиняется административному центру Терамо.
Население составляет 4408 человек, плотность населения составляет 630 чел./км². Занимает площадь 7 км². Почтовый индекс — 64015. Телефонный код — 0861.
Покровителем коммуны почитается святитель Мартин Турский. Праздник ежегодно празднуется 11 ноября.